# Fortunato Frezza
Fortunato Frezza (Montecalvello, 6 de febrer de 1942 ) és un cardenal i arquebisbe catòlic italià, canonge de Sant Pere del Vaticà des del 29 de setembre de 2013 i mestre de cerimònies de l'orde del Sant Sepulcre de Jerusalem des del 20 de gener de 2015 .

## Biografia
Va néixer a Montecalvello, un llogaret de Viterbo, aleshores a la diòcesi de Bagnoregio, el 6 de febrer de 1942 de Marzio Adelmo Frezza i Rosa Orsini.

### Formació i ministeri sacerdotal
Va completar els seus estudis de preparació al sacerdoci al seminari menor de Bagnoregio i posteriorment al seminari major de Viterbo.
El 28 de juny de 1966 va ser ordenat sacerdot a Sipicciano, per a la diòcesi de Bagnoregio pel bisbe Luigi Rosa.
Després de l'ordenació va ocupar el càrrec de coadjutor de la parròquia de la catedral de Bagnoregio i mentrestant va continuar els seus estudis: l'any 1967 va obtenir la llicenciatura de teologia per la Pontifícia Universitat Gregoriana, mentre que el 1977 va obtenir la llicenciatura en Sagrades Escriptures del Pontifici Institut Bíblic, amb una tesi filològica sobre el llibre del profeta Miquees.
Del 1971 al 1984 va ser rector de Sipicciano i, paral·lelament, va impartir classes de Sagrada Escriptura a la Pontifícia Universitat Gregoriana com a ajudant, al seminari regional de "La Quercia" de Viterbo, als instituts de ciències religioses d'Albano Laziale, Civita Castellana i Viterbo, a la residència d'estudiants teologia internacional dels josepets de Murialdo a Viterbo i entre els salesians de Terra Santa.
El 1983 va començar a treballar a la secretaria general del Sínode dels Bisbes; el 23 de juny de 1997 el papa Joan Pau II el va nomenar subsecretari del mateix organisme, mentre que el 18 de març de 1999 li va atorgar el títol honorífic de Prelat d'Honor de Sa Santedat.
El 13 de desembre de 2011, el papa Benet XVI el va confirmar en el càrrec de subsecretari fins que va complir els 72 anys.
El 29 de setembre de 2013 va ser nomenat canonge del capítol de la basílica de Sant Pere del Vaticà pel papa Francesc, del qual va esdevenir camarlenc el 2022.
Durant el seu ministeri també va ser assistent espiritual del personal de la direcció de salut i higiene de la Governació de l'Estat de la Ciutat del Vaticà, assistent espiritual en alguns monestirs de dones i capellà de l'equip de futbol A.S. Roma.

### Ministeri episcopal i cardenalat
El 29 de maig de 2022 , al final del Regina Caeli, el Papa Francesc anuncià la seva creació com a cardenal.
El 7 de juny següent se li va assignar la seu titular de Treba amb la dignitat d'arquebisbe, a títol personal, d'acord amb el motu proprio Cum Gravissima, promulgat pel papa Joan XXIII el 15 d'abril de 1962, que estableix que tots els cardenals han de ser per regla ordenat bisbes.
El 23 de juliol va rebre la seva ordenació episcopal, a la basílica de Sant Pere del Vaticà, de mans del cardenal Mauro Gambetti, arxipreste de la basílica del Vaticà i vicari general de la Ciutat del Vaticà, co-consagrant Edgar Peña Parra, arquebisbe titular de Telepte i substitut de els afers generals de la Secretaria d' Estat, i Jesús Esteban Catalá Ibáñez, bisbe de Màlaga.
En el consistori del 27 d'agost següent, el papa Francesc el va crear cardenal diaca de Santa Maria in Via Lata. Tenint ja vuitanta anys en el moment de la convocatòria, no tindrà dret a entrar al conclave i a ser membre dels dicasteris de la Cúria Romana, d'acord amb l'art. II § 1-2 del motu proprio Ingravescentem Aetatem, publicat pel papa Pau VI el 21 de novembre de 1970. El 8 de desembre prengué possessió del diaconat.

## Honors
Prelat d'Honor de Sa Santedat – 18 de març de 1999
 Balí Cavaller de Gran Creu d'Honor i Devoció del Sobirà Orde Militar de Malta – 17 de gener de 2023